# 日本のアダルトアニメ一覧 (は行)
- アニメ > アダルトアニメ > 日本のアダルトアニメ一覧 > 日本のアダルトアニメ一覧 (は行)
- アニメ > アニメ作品一覧 > 日本のアダルトアニメ一覧 > 日本のアダルトアニメ一覧 (は行)

日本のアダルトアニメ一覧 (は行)では、日本におけるアニメ商業作品においてアダルトアニメとされている作品の五十音順“は行”の一覧を記載。
- 記載の凡例については日本のアダルトアニメ一覧#凡例を参照

| あ行 | あ・い・う・え・お | は行 | は・ひ・ふ・へ・ほ |
| か行 | か・き・く・け・こ | ま行 | ま・み・む・め・も |
| さ行 | さ・し・す・せ・そ | や行 | や・ゆ・よ         |
| た行 | た・ち・つ・て・と | ら行 | ら・り・る・れ・ろ |
| な行 | な・に・ぬ・ね・の | わ行 | わ・ゐ・ゑ・を・ん |

| 1960年代 - 1990年代 | 1960年代 | 1960・1961・1962・1963・1964・1965・1966・1967・1968・1969 |
| 1960年代 - 1990年代 | 1970年代 | 1970・1971・1972・1973・1974・1975・1976・1977・1978・1979 |
| 1960年代 - 1990年代 | 1980年代 | 1980・1981・1982・1983・1984・1985・1986・1987・1988・1989 |
| 1960年代 - 1990年代 | 1990年代 | 1990・1991・1992・1993・1994・1995・1996・1997・1998・1999 |
| 2000年代            | 2000年代 | 2000・2001・2002・2003・2004・2005・2006・2007・2008・2009 |
| 2010年代            | 2010年代 | 2010・2011・2012・2013・2014・2015・2016・2017・2018・2019 |
| 2020年代            | 2020年代 | 2020・2021・2022・2023・2024・2025・2026・2027・2028・2029 |

| 目次 | • 脚注• 注釈• 出典• 参考文献 |

## は
| 作品名 | 年月日         | 製作                                 | 発売元                               | 販売元                 |
| --- | -------------- | ------------------------------------ | ------------------------------------ | ---------------------- |
| Virtuacall2（バーチャコール2） ACCESS.1 バーチャコールの世界へようこそ                                             | 1997年4月21日  | ピンクパイナップル                   | ピンクパイナップル                   | ピンクパイナップル     |
| Virtuacall2（バーチャコール2） ACCESS.2 本当の想いを君に                                                           | 1997年5月30日  | ピンクパイナップル                   | ピンクパイナップル                   | ピンクパイナップル     |
| は〜とふるママン THE ANIMATION                                                                                     | 2017年10月27日 | ピンクパイナップル                   | ピンクパイナップル                   | ピンクパイナップル     |
| HEARTWORK Symphony of Destruction JUNCTION 01「焦燥」                                                              | 2003年8月28日  | アクティブソフトウェア               | エイムハイ                           | ミントハウス           |
| HEARTWORK Symphony of Destruction JUNCTION 02「邂逅」                                                              | 2004年1月23日  | アクティフソフトウェア               | エイムハイ                           | ミントハウス           |
| HEARTWORK Symphony of Destruction JUNCTION 03「禁忌」                                                              | 2004年5月21日  | アクティフソフトウェア               | エイムハイ                           | ミントハウス           |
| ハーレム・カルト1 side HAREM                                                                                       | 2022年5月27日  | Queen Bee                            | メディアバンク                       | メディアバンク         |
| ハーレム・カルト2 side HAREM                                                                                       | 2022年7月22日  | Queen Bee                            | メディアバンク                       | メディアバンク         |
| ハーレムタイム THE ANIMATION Feast.1「お待ちしておりました、当主様♥」                                              | 2012年10月26日 | ピンクパイナップル                   | ピンクパイナップル                   | ピンクパイナップル     |
| ハーレムタイム THE ANIMATION Feast.2「私、赤ちゃんが欲しいですっ♥」                                                | 2013年1月25日  | ピンクパイナップル                   | ピンクパイナップル                   | ピンクパイナップル     |
| バイオレンスジャック 地獄街                                                                                        | 1988年12月21日 | 創映新社、JHV                        | 創映新社、JHV                        | JHV                    |
| ぱいずりチアリーダーVS搾乳応援団! #1 汁だく特別レッスン                                                            | 2014年7月18日  | じゅうしぃまんご〜、ルネピクチャーズ | じゅうしぃまんご〜、ルネピクチャーズ |                        |
| 背徳妻 〜秘められた性〜 第一巻                                                                                     | 2005年12月25日 | Milky                                | Milky                                | GPミュージアムソフト   |
| 背徳妻 〜仮面の真実〜 第二巻 完結編                                                                                | 2006年12月25日 | Milky                                | Milky                                | GPミュージアムソフト   |
| 背徳の境界 〜女教師のウラ側♥〜                                                                                     | 2021年1月29日  | nür                                  | nür                                  | エイ・ワン・シー       |
| 背徳の境界 〜オンナのムコウ側♥〜                                                                                   | 2021年3月26日  | nür                                  | nür                                  | エイ・ワン・シー       |
| 背徳の少女 義母飼育編                                                                                              | 2001年9月18日  | シネマパラダイス                     | シネマパラダイス                     | ファイブウェイズ       |
| 背徳の少女2 インモラル 家庭教師の調教                                                                              | 2002年1月18日  | ファイブウェイズ                     | ファイブウェイズ                     | ファイブウェイズ       |
| ハイヌウェレ 収穫の夜 第一話 薔薇と雛罌粟                                                                          | 2002年5月25日  | blue eyes                            | blue eyes                            | blue eyes              |
| ハイヌウェレ 収穫の夜 第二話 骨壷の中の灰                                                                          | 2002年11月25日 | blue eyes                            | blue eyes                            | blue eyes              |
| VIPER -GTS- 悪魔召姦編                                                                                             | 2002年12月24日 | ムーンロック                         | ムーンロック                         | h.m.p                  |
| VIPER -GTS- 悪魔交輪編                                                                                             | 2003年7月25日  | ムーンロック                         | ムーンロック                         | h.m.p                  |
| VIPER -GTS- 悪魔娼天編                                                                                             | 2003年9月25日  | ムーンロック                         | ムーンロック                         | h.m.p                  |
| Bible Black La Noche de Walpurgis バイブルブラック 黒魔術の学園                                                    | 2001年7月21日  | ミュージアムピクチャーズ             | ミュージアムピクチャーズ             | ミュージアム           |
| Bible Black La Noche de Walpurgis バイブルブラック 第二章 黒の儀式                                                 | 2001年8月21日  | ミュージアムピクチャーズ             | ミュージアムピクチャーズ             | ミュージアム           |
| Bible Black La Noche de Walpurgis バイブルブラック 第三章 黒の生贄                                                 | 2001年12月21日 | ミュージアムピクチャーズ             | ミュージアムピクチャーズ             | ミュージアム           |
| Bible Black La Noche de Walpurgis バイブルブラック 第四章 黒の愛撫                                                 | 2002年2月21日  | ミュージアムピクチャーズ             | ミュージアムピクチャーズ             | ミュージアム           |
| Bible Black La Noche de Walpurgis バイブルブラック 第五章 黒の晩餐                                                 | 2002年12月25日 | ミュージアムピクチャーズ             | ミュージアムピクチャーズ             | GPミュージアム         |
| Bible Black La Noche de Walpurgis バイブルブラック 第六章 黒の降臨                                                 | 2003年6月25日  | ミュージアムピクチャーズ             | ミュージアムピクチャーズ             | GPミュージアム         |
| Bible Black La Noche de Walpurgis バイブルブラック 外伝1 黒の刻印                                                  | 2002年5月25日  | ミュージアムピクチャーズ             | ミュージアムピクチャーズ             | ミュージアム           |
| Bible Black La Noche de Walpurgis バイブルブラック 外伝2 黒の祭壇                                                  | 2002年8月25日  | ミュージアムピクチャーズ             | ミュージアムピクチャーズ             | GPミュージアム         |
| Bible Black La Noche de Walpurgis Only Version バイブルブラック オンリー版 Vol.1 高城寛子編・伊藤&水泳部編・佐伯編 | 2005年7月25日  | Milky                                | Milky                                | GPミュージアムソフト   |
| Bible Black La Noche de Walpurgis Only Version2 バイブルブラック オンリー版 Vol.2 由起子編・佐伯編・高城編         | 2006年4月25日  | Milky                                | Milky                                | GPミュージアムソフト   |
| Bible Black La lanza de Longinus 新バイブルブラック 第一章 Revival〜復活〜                                         | 2004年4月25日  | 「BibleBlack」アニメ製作委員会       | 「BibleBlack」アニメ製作委員会       | GPミュージアムソフト   |
| Bible Black La lanza de Longinus 新バイブルブラック 第二章 Reunion〜再会〜                                         | 2004年11月25日 | 「BibleBlack」アニメ製作委員会       | 「BibleBlack」アニメ製作委員会       | GPミュージアムソフト   |
| Bible Black La lanza de Longinus 新バイブルブラック 第三章 rule〜支配〜                                            | 2005年3月25日  | 「BibleBlack」アニメ製作委員会       | 「BibleBlack」アニメ製作委員会       | GPミュージアムソフト   |
| Bible Black La lanza de Longinus 新バイブルブラック 第四章 Recollection〜想起〜                                    | 2005年10月25日 | 「BibleBlack」アニメ製作委員会       | 「BibleBlack」アニメ製作委員会       | GPミュージアムソフト   |
| Bible Black La lanza de Longinus 新バイブルブラック 第五章 Rejection〜拒絶〜                                       | 2006年12月25日 | 「BibleBlack」アニメ製作委員会       | 「BibleBlack」アニメ製作委員会       | GPミュージアムソフト   |
| Bible Black La lanza de Longinus 新バイブルブラック 最終章「黒の終焉」 Reproduction〜再生〜                        | 2007年12月25日 | 「BibleBlack」アニメ製作委員会       | 「BibleBlack」アニメ製作委員会       | GPミュージアムソフト   |
| バカだけどチンチンしゃぶるのだけはじょうずなちーちゃん♡ #1 ちーちゃん、ほんとに勉強頑張れるの?                     | 2017年6月30日  | ばにぃうぉ〜か〜                     | ばにぃうぉ〜か〜                     |                        |
| バカだけどチンチンしゃぶるのだけはじょうずなちーちゃん♡ #2 しあわせになるもん                                      | 2017年7月28日  | ばにぃうぉ〜か〜                     | ばにぃうぉ〜か〜                     |                        |
| バカな妹を利口にするのは俺の××だけな件について ミルク大好き!! 御津井 芭華♡ 編                                      | 2016年4月28日  | Collaboration Works                  | Collaboration Works                  | エイ・ワン・シー       |
| バカな妹を利口にするのは俺の××だけな件について アイスも大好き!! 御津井 芭華♡ 下のお口で頬張っちゃうぞ♡ 編          | 2016年5月27日  | Collaboration Works                  | Collaboration Works                  | エイ・ワン・シー       |
| バカな妹を利口にするのは俺の××だけな件について 子猫も大好き!! 御津井 芭華♡ にゃんこな姿でぺろぺろしちゃうぞ♡ 編    | 2016年6月24日  | Collaboration Works                  | Collaboration Works                  | エイ・ワン・シー       |
| バカな妹を利口にするのは俺の××だけな件について コスプレ爛漫!! 御津井 芭華♡ 一番好きなのは、お兄ちゃん♡ 編          | 2016年7月29日  | Collaboration Works                  | Collaboration Works                  | エイ・ワン・シー       |
| ばくあね 弟しぼっちゃうぞ! THE ANIMATION                                                                           | 2014年8月29日  | ピンクパイナップル                   | ピンクパイナップル                   | ピンクパイナップル     |
| ばくあね2 弟いっぱいしぼっちゃうぞ! THE ANIMATION                                                                  | 2017年11月24日 | ピンクパイナップル                   | ピンクパイナップル                   | ピンクパイナップル     |
| 白濁液にまみれた那霧のくのいち 〜くのいち・咲夜 第二巻〜                                                           | 2011年8月19日  | 「くのいち・咲夜」制作委員会         | ガールズトーク                       | ルネピクチャーズ       |
| 爆乳母娘 第壱章 | 2004年6月11日  | デジタルワークス                     | バニラ                               | ジェイ・ブイ・ディー   |
| 爆乳母娘 第弐章 | 2004年9月10日  | デジタルワークス                     | バニラ                               | ジェイ・ブイ・ディー   |
| 爆乳姉妹 前編 | 2005年4月8日   | デジタルワークス                     | バニラ                               | ジェイ・ブイ・ディー   |
| 爆乳姉妹 後編 | 2005年7月8日   | デジタルワークス                     | バニラ                               | ジェイ・ブイ・ディー   |
| 爆乳BOMB #1 看護士 立花薫 病院の中は煩悩がいっぱい。                                                               | 2009年10月9日  | ちちのや                             |                                      |                        |
| 爆乳BOMB #2 美人妻 椎名美咲 昼間の団地は秘密がいっぱい。                                                           | 2009年11月6日  | ちちのや                             |                                      |                        |
| 爆乳BOMB #3 女教師 若槻理沙 男子トイレは危険がいっぱい。                                                           | 2009年12月3日  | ちちのや                             |                                      |                        |
| 爆乳メイド狩り 前編                                                                                                | 2009年4月24日  | HOT BEAR                             | HOT BEAR                             | オンリー・ハーツ       |
| 爆乳メイド狩り 後編                                                                                                | 2009年7月24日  | HOT BEAR                             | HOT BEAR                             | オンリー・ハーツ       |
| 爆発寸前!! 天使のカウントダウン                                                                                    | 2001年10月25日 | あかとんぼ                           | あかとんぼ                           |                        |
| 箱入少女 -Virgin Territory- 上巻「理想のお嬢様」                                                                   | 2011年9月30日  | メリー・ジェーン                     | メリー・ジェーン                     | メリー・ジェーン       |
| 箱入少女 -Virgin Territory- 下巻「優等生ユキノ」                                                                   | 2012年2月24日  | メリー・ジェーン                     | メリー・ジェーン                     | メリー・ジェーン       |
| パコマネ わたし、今日から名門野球部の性処理係になります… THE ANIMATION                                             | 2017年12月22日 | ピンクパイナップル                   | ピンクパイナップル                   | ピンクパイナップル     |
| はさんであげる♡ 1                                                                                                  | 2018年8月24日  | Queen Bee                            | メディアバンク                       | メディアバンク         |
| はさんであげる♡ 2                                                                                                  | 2018年10月26日 | Queen Bee                            | メディアバンク                       | メディアバンク         |
| はじめてのおるすばん 観月しおり編                                                                                  | 2020年12月4日  | メリー・ジェーン                     | メリー・ジェーン                     | メリー・ジェーン       |
| はじめてのおるすばん 観月さおり編                                                                                  | 2021年3月5日   | メリー・ジェーン                     | メリー・ジェーン                     | メリー・ジェーン       |
| 初めてのヒトヅマ 第1話 俺が見たことのない彼女                                                                      | 2020年5月22日  | メリー・ジェーン                     | メリー・ジェーン                     | メリー・ジェーン       |
| 初めてのヒトヅマ 第2話 続・俺が見たことのない彼女                                                                  | 2020年8月7日   | メリー・ジェーン                     | メリー・ジェーン                     | メリー・ジェーン       |
| 初めてのヒトヅマ 第3話 デリバリーセックス                                                                          | 2021年11月26日 | メリー・ジェーン                     | メリー・ジェーン                     | メリー・ジェーン       |
| 初めてのヒトヅマ 第4話 ビッチな女子の恋愛相談                                                                      | 2022年3月4日   | メリー・ジェーン                     | メリー・ジェーン                     | メリー・ジェーン       |
| BUST TO BUST -ちちはちちに- ちょっとくらい腐ってるのが美味いんですよ?                                              | 2010年10月15日 | AniMan                               | AniMan                               | ミルキーズピクチャーズ |
| BUST TO BUST -ちちはちちに- 続・ちょっとくらい腐ってるのが美味いんですよ?                                          | 2011年6月17日  | AniMan                               | AniMan                               | ミルキーズピクチャーズ |
| BUST TO BUST -ちちはちちに- 続続・ちょっとくらい腐ってるのが美味いんですよ?                                        | 2014年3月7日   | AniMan                               | AniMan                               | ミルキーズピクチャーズ |
| 働くオトナの恋愛事情 THE ANIMATION                                                                                 | 2016年12月22日 | ピンクパイナップル                   | ピンクパイナップル                   | ピンクパイナップル     |
| ハヂ＋ 〜晒される羞チ心♥〜                                                                                         | 2022年7月29日  | nür                                  | nür                                  | エイ・ワン・シー       |
| ハヂ＋ 〜剥かれる破廉チ♥〜                                                                                         | 2022年10月28日 | nür                                  | nür                                  | エイ・ワン・シー       |
| 八尺八話快樂巡り 異形怪奇譚 THE ANIMATION 第一話「八尺様」                                                         | 2016年11月25日 | ピンクパイナップル                   | ピンクパイナップル                   | ピンクパイナップル     |
| 八尺八話快樂巡り 異形怪奇譚 THE ANIMATION 「八尺様 完結編」「八尺様 夢物語」                                       | 2017年12月22日 | ピンクパイナップル                   | ピンクパイナップル                   | ピンクパイナップル     |
| 初犬 The Animation Act.1「ストレンジ♥カインド オブ ウーマン #1」                                                   | 2007年5月25日  | ピンクパイナップル                   | ピンクパイナップル                   | ピンクパイナップル     |
| 初犬 The Animation Act.2「ストレンジ♥カインド オブ ウーマン #2」                                                   | 2007年7月27日  | ピンクパイナップル                   | ピンクパイナップル                   | ピンクパイナップル     |
| 初犬2 The Animation ストレンジ♥カインド オブ ウーマンズ〜again〜 Sample.1「エッチなコトバ…っぱい言ってあげる♪」    | 2008年9月26日  | ピンクパイナップル                   | ピンクパイナップル                   | ピンクパイナップル     |
| 初犬2 The Animation ストレンジ♥カインド オブ ウーマンズ〜again〜 Sample.2「あなたのアソコ…っきくしてあげる♪」      | 2008年12月26日 | ピンクパイナップル                   | ピンクパイナップル                   | ピンクパイナップル     |
| 初恋 第一話 告白                                                                                                   | 2004年2月25日  | れもんは〜と                         | れもんは〜と                         | れもんは〜と           |
| 初恋 第二話 約束                                                                                                   | 2004年4月25日  | れもんは〜と                         | れもんは〜と                         | れもんは〜と           |
| 発情スイッチ 〜堕とされた少女達〜 THE ANIMATION                                                                    | 2018年10月26日 | ピンクパイナップル                   | ピンクパイナップル                   | ピンクパイナップル     |
| BAD END 贖罪の教室 前編                                                                                            | 2002年10月11日 | デジタルワークス                     | バニラ                               | ジェイ・ブイ・ディー   |
| BAD END 贖罪の教室 後編                                                                                            | 2003年1月10日  | デジタルワークス                     | バニラ                               | ジェイ・ブイ・ディー   |
| BATTLE CAN2（バトル キャンキャン）                                                                                 | 1987年5月25日  | にっかつ                             | にっかつビデオフィルムズ             |                        |
| 花と蛇 The Animation 第一章 麗しき無残花                                                                           | 2006年7月21日  | 「花と蛇 団鬼六著」製作委員会        | TMC                                  | TMC                    |
| 花と蛇 The Animation 第二章 恥辱の檻                                                                               | 2006年8月24日  | 「花と蛇 団鬼六著」製作委員会        | TMC                                  | TMC                    |
| 花と蛇 The Animation 第三章 終わりなき性地獄                                                                       | 2006年9月22日  | 「花と蛇 団鬼六著」製作委員会        | TMC                                  | TMC                    |
| 華・奴隷 前編 | 2001年8月10日  | デジタルワークス                     | バニラ                               | ジェイ・ブイ・ディー   |
| 華・奴隷 後編 | 2001年11月9日  | デジタルワークス                     | バニラ                               | ジェイ・ブイ・ディー   |
| 花の女子アナ ニュースキャスター・悦子 生でイキます! TAKE 1                                                         | 2004年6月25日  | ディスカバリー                       | ディスカバリー                       | セブンエイト           |
| 花の女子アナ ニュースキャスター・悦子 生でイキます! TAKE 2                                                         | 2004年9月24日  | ディスカバリー                       | ディスカバリー                       | セブンエイト           |
| パパ喝ッ! 〜生イキ濯ぐ恥貝の膜開け♥〜                                                                              | 2021年12月24日 | nür                                  | nür                                  | エイ・ワン・シー       |
| パパ喝ッ! 〜イキ場に漏れる背徳の小水♥〜                                                                            | 2022年4月28日  | nür                                  | nür                                  | エイ・ワン・シー       |
| 義母散華 前編 | 2010年2月12日  | デジタルワークス                     | バニラ                               | ジェイ・ブイ・ディー   |
| 義母散華 後編 | 2010年5月14日  | デジタルワークス                     | バニラ                               | ジェイ・ブイ・ディー   |
| パパだって、したい 完全版                                                                                          | 2019年4月3日   | 彗星社                               |                                      |                        |
| パパ♥ラブ パパとイチャエロしたい娘達と一つ屋根の下で 巨乳美尻っ娘・彩芽 〜あどけない天然好奇心♥                    | 2012年7月27日  | PoRO                                 | PoRO                                 | エイ・ワン・シー       |
| パパ♥ラブ パパとイチャエロしたい娘達と一つ屋根の下で 変態仮面っ娘・氷華 〜パパパンツに恋するツインテール♥          | 2013年1月25日  | PoRO                                 | PoRO                                 | エイ・ワン・シー       |
| BABUKA -極道の妻- 〜沼尻リエカ 好きモノ変態性癖が発覚!〜                                                           | 2011年10月21日 | Celeb                                | Celeb                                | ミルキーズピクチャーズ |
| BABUKA -民生委員の女- 〜ハスカタ 二番じゃダメなんですか?〜                                                         | 2011年11月18日 | Celeb                                | Celeb                                | ミルキーズピクチャーズ |
| ハメ撮りアニメ!! いっしょにエッチ                                                                                  | 2010年2月26日  | ピンクパイナップル                   | ピンクパイナップル                   | ピンクパイナップル     |
| 孕ませて青龍君! 第1話 私と子づくりをしろ                                                                           | 2011年6月24日  | PIXY                                 |                                      |                        |
| 孕ませて青龍君! 第2話 ハーレム妊娠END★                                                                             | 2012年1月31日  | PIXY                                 |                                      |                        |
| 磔 前編 | 2020年4月24日  | Queen Bee                            | メディアバンク                       | メディアバンク         |
| 磔 後編 | 2020年7月3日   | Queen Bee                            | メディアバンク                       | メディアバンク         |
| 春恋*乙女 〜乙女の園で逢いましょう。〜 前編                                                                        | 2008年4月18日  | WHITE BEAR                           | メディアバンク                       | メディアバンク         |
| 春恋*乙女 〜乙女の園で逢いましょう。〜 後編                                                                        | 2008年7月18日  | WHITE BEAR                           | メディアバンク                       | メディアバンク         |
| バルテュス ティアの輝き                                                                                            | 1988年4月10日  | フレンズ                             | 宇宙企画                             |                        |
| パレ〜ド♥パレ〜ド SIDE A                                                                                           | 1996年4月26日  | ピンクパイナップル                   | ピンクパイナップル                   | ピンクパイナップル     |
| パレ〜ド♥パレ〜ド SIDE B                                                                                           | 1996年7月26日  | ピンクパイナップル                   | ピンクパイナップル                   | ピンクパイナップル     |
| ハレンチ紅門マン遊記                                                                                               | 1996年5月3日   | ピンクパイナップル                   | ピンクパイナップル                   | ピンクパイナップル     |
| パンチラティーチャー 1                                                                                             | 2004年11月26日 | ディスカバリー                       | ディスカバリー                       | セブンエイト           |
| パンチラティーチャー 2                                                                                             | 2005年2月25日  | ディスカバリー                       | ディスカバリー                       | セブンエイト           |
| パンデミック | 2022年6月24日  | 妄想実現めでぃあ                     |                                      | 妄想実現めでぃあ       |
| PANDRA THE ANIMATION 白き欲望 黒の希望                                                                             | 2014年4月25日  | ピンクパイナップル                   | ピンクパイナップル                   | ピンクパイナップル     |
| PANDRA THE ANIMATION 白き欲望 黒の希望 Ⅱ 残された 最後の希望                                                       | 2014年8月29日  | ピンクパイナップル                   | ピンクパイナップル                   | ピンクパイナップル     |
| Handle with Care..（ハンドルウィズケア） Stage1 歌姫の鼓動                                                         | 2002年3月25日  | ミュージアムピクチャーズ             | ミュージアムピクチャーズ             | ミュージアム           |
| ハンプバング 〜い、いやっ!中出しはだめっ、赤ちゃんできちゃうぅぅ…っ!!〜                                            | 2012年8月17日  | Pashmina                             | Pashmina                             | ミルキーズピクチャーズ |
| ハンプバング 〜スケベなイケナイ私のナカに、いっぱい精液そそいで下さいっ…!! 〜                                      | 2012年12月14日 | Pashmina                             | Pashmina                             | ミルキーズピクチャーズ |

## ひ
| 作品名 | 年月日         | 製作                                   | 発売元                                 | 販売元                       |
| --- | -------------- | -------------------------------------- | -------------------------------------- | ---------------------------- |
| Pia♥キャロットへようこそ!! Menu1.「キレイなお姉さんはいかがですか?」                                      | 1997年10月24日 | ピンクパイナップル                     | ピンクパイナップル                     | ピンクパイナップル           |
| Pia♥キャロットへようこそ!! Menu2.「オトナの恋はいかがですか?」                                            | 1998年1月23日  | ピンクパイナップル                     | ピンクパイナップル                     | ピンクパイナップル           |
| Pia♥キャロットへようこそ!! Menu3.「素顔のカノジョはいかがですか?」                                        | 1998年4月24日  | ピンクパイナップル                     | ピンクパイナップル                     | ピンクパイナップル           |
| Pia♥キャロットへようこそ!!2 Menu1 メインディッシュはフルコースで…!?                                       | 1998年10月23日 | ピンクパイナップル                     | ピンクパイナップル                     | ピンクパイナップル           |
| Pia♥キャロットへようこそ!!2 Menu2 デザートはメインディッシュのまえ…!?                                     | 1999年1月22日  | ピンクパイナップル                     | ピンクパイナップル                     | ピンクパイナップル           |
| Pia♥キャロットへようこそ!!2 Menu3 メインディッシュはおまかせで…!?                                         | 1999年4月23日  | ピンクパイナップル                     | ピンクパイナップル                     | ピンクパイナップル           |
| ビーチクビーチ 〜南国乳辱撮影会〜                                                                         | 2011年5月27日  | ピンクパイナップル                     | ピンクパイナップル                     | ピンクパイナップル           |
| 緋色の刻 巻乃壱                                                                                           | 1999年9月18日  | ファイブウェイズ                       | シネマパラダイス                       | ファイブウェイズ             |
| 緋色の刻 巻乃弐                                                                                           | 2000年3月28日  | ファイブウェイズ                       | シネマパラダイス                       | ファイブウェイズ             |
| 緋色の刻 巻乃参                                                                                           | 2000年6月18日  | ファイブウェイズ                       | シネマパラダイス                       | ファイブウェイズ             |
| 緋色の刻 巻乃四                                                                                           | 2000年8月18日  | ファイブウェイズ                       | シネマパラダイス                       | ファイブウェイズ             |
| 緋色の刻 巻乃完                                                                                           | 2000年9月18日  | ファイブウェイズ                       | シネマパラダイス                       | ファイブウェイズ             |
| 靡・淫導師 美傀 〜淫辱の学園〜                                                                            | 2001年12月19日 | ファイブウェイズ                       | ファイブウェイズ                       | ファイブウェイズ             |
| 靡・淫導師 美傀 〜淫辱の学園〜 Vol.2                                                                      | 2002年8月28日  | ファイブウェイズ                       | ファイブウェイズ                       | ファイブウェイズ             |
| 悲花陵辱 罠にはまった義兄妹（ふたり）                                                                     | 2003年1月18日  | ファイブウェイズ                       | ファイブウェイズ                       | ファイブウェイズ             |
| 美脚性奴会長 亜衣「こ、この変態! 私のタイツになんてことを……!」 第1巻 二之宮亜衣編                         | 2014年3月28日  | ミルクセーキ、ルネピクチャーズ         | ミルクセーキ、ルネピクチャーズ         | マリゴールド                 |
| ぴこ×CoCo×ちこ シリーズぴこ3                                                                              | 2008年10月9日  | ナチュラルハイ                         |                                        |                              |
| ぴことちこ シリーズぴこ2                                                                                  | 2007年4月19日  | ナチュラルハイ                         |                                        |                              |
| 美熟母 前編                                                                                               | 2010年7月9日   | デジタルワークス                       | バニラ                                 | ジェイ・ブイ・ディー         |
| 美熟母 後編                                                                                               | 2010年10月8日  | デジタルワークス                       | バニラ                                 | ジェイ・ブイ・ディー         |
| 微・笑・女あにめラマ ミユキちゃんSOS -Hしちゃうゾ-                                                        | 1989年8月24日  |                                        | 大陸書房                               |                              |
| 美少女SFアニメ ラブリー・シリーズ 宇宙元年 愛が時をこえてゆく                                             | 1985年7月1日   | 富士アート                             | 富士アート                             |                              |
| 美少女SFアニメ ラブリー・シリーズ 創世記                                                                  | 1985年11月     | 富士アート                             | 富士アート                             |                              |
| 美少女オリジナル・アニメの決定版 ペロペロキャンデー                                                       | 1985年5月10日  | エフ・エム・サプライ                   | 富士アート                             |                              |
| 美少女コミック ロリコン・エンジェル 蜜の味                                                                | 1985年1月10日  | JHV                                    | JHV                                    |                              |
| 秘書課ドロップ THE ANIMATION                                                                              | 2012年5月25日  | ピンクパイナップル                     | ピンクパイナップル                     | ピンクパイナップル           |
| PIGEON BLOOD（ピジョンブラッド） 1st Training                                                             | 2003年11月28日 | ディスカバリー                         | ディスカバリー                         | セブンエイト                 |
| PIGEON BLOOD（ピジョンブラッド） 2nd Training                                                             | 2004年3月26日  | ディスカバリー                         | ディスカバリー                         | セブンエイト                 |
| 聖奴隷学園2 〜前編〜 剥奪された権力                                                                       | 2022年2月11日  | GOLD BEAR                              | メディアバンク                         | メディアバンク               |
| 聖奴隷学園2 〜後編〜 剥奪された権力                                                                       | 2022年7月29日  | GOLD BEAR                              | メディアバンク                         | メディアバンク               |
| ピスはめ! ①                                                                                               | 2012年3月16日  | Queen Bee                              | Queen Bee                              | メディアバンク               |
| ピスはめ! ②                                                                                               | 2012年5月25日  | Queen Bee                              | Queen Bee                              | メディアバンク               |
| ピスはめ! ③                                                                                               | 2012年7月27日  | Queen Bee                              | Queen Bee                              | メディアバンク               |
| ピスはめ! ④                                                                                               | 2012年10月19日 | Queen Bee                              | Queen Bee                              | メディアバンク               |
| ピスはめ! ⑤                                                                                               | 2012年12月21日 | Queen Bee                              | Queen Bee                              | メディアバンク               |
| ピスはめ! ⑥                                                                                               | 2013年4月19日  | Queen Bee                              | Queen Bee                              | メディアバンク               |
| ピッコマンの鬼畜道 〜真夜中のみるくパーティー〜                                                           | 1999年9月25日  | あかとんぼ                             | あかとんぼ                             | ビームエンタテインメント     |
| 必殺痴漢人 前編                                                                                           | 2008年9月12日  | デジタルワークス                       | バニラ                                 | ジェイ・ブイ・ディー         |
| 必殺痴漢人 後編                                                                                           | 2008年12月12日 | デジタルワークス                       | バニラ                                 | ジェイ・ブイ・ディー         |
| ビッチ学園が清純なはずがないっ!!? The Animation 上巻                                                      | 2019年3月29日  | ショーテン                             |                                        |                              |
| ビッチ学園が清純なはずがないっ!!? The Animation 下巻                                                      | 2019年6月28日  | ショーテン                             |                                        |                              |
| ビッチな淫姉さまぁ #1                                                                                     | 2021年4月23日  | Queen Bee                              | メディアバンク                         | メディアバンク               |
| ビッチな淫姉さまぁ #2                                                                                     | 2021年6月25日  | Queen Bee                              | メディアバンク                         | メディアバンク               |
| ビッチな淫姉さまぁ #3                                                                                     | 2021年8月27日  | Queen Bee                              | メディアバンク                         | メディアバンク               |
| ビッチな淫姉さまぁ #4                                                                                     | 2021年11月5日  | Queen Bee                              | メディアバンク                         | メディアバンク               |
| 人妻♪かすみさん 前編 過ちの夜                                                                             | 2005年12月9日  | 人妻かすみさん製作委員会               | ミューズ                               | ジェイ・ブイ・ディー         |
| 人妻♪かすみさん 後編 確かめ合う気持ち                                                                     | 2006年4月14日  | 人妻かすみさん製作委員会               | ミューズ                               | ジェイ・ブイ・ディー         |
| 人妻交姦日記 前編                                                                                         | 2009年7月10日  | デジタルワークス                       | バニラ                                 | ジェイ・ブイ・ディー         |
| 人妻交姦日記 後編                                                                                         | 2009年10月9日  | デジタルワークス                       | バニラ                                 | ジェイ・ブイ・ディー         |
| 人妻コスプレ喫茶 Vol.1                                                                                    | 2004年3月25日  | 「人妻コスプレ喫茶」アニメ製作委員会   | 「人妻コスプレ喫茶」アニメ製作委員会   | GPミュージアムソフト         |
| 人妻コスプレ喫茶 Vol.2                                                                                    | 2004年8月25日  | 「人妻コスプレ喫茶」アニメ製作委員会   | 「人妻コスプレ喫茶」アニメ製作委員会   | GPミュージアムソフト         |
| 人妻コスプレ喫茶2 Menu.1「恥ずかしいけど着てあげる♪」                                                     | 2007年8月24日  | ピンクパイナップル                     | ピンクパイナップル                     | ピンクパイナップル           |
| 人妻コスプレ喫茶2 Menu.2「今日はエッチなコスプレDAY☆」                                                    | 2007年11月22日 | ピンクパイナップル                     | ピンクパイナップル                     | ピンクパイナップル           |
| 人妻、蜜と肉 第一巻                                                                                       | 2019年11月29日 | Queen Bee                              | メディアバンク                         | メディアバンク               |
| 人妻、蜜と肉 第二巻                                                                                       | 2020年1月31日  | Queen Bee                              | メディアバンク                         | メディアバンク               |
| 人妻、蜜と肉 第三巻                                                                                       | 2020年3月27日  | Queen Bee                              | メディアバンク                         | メディアバンク               |
| 人妻、蜜と肉 第四巻                                                                                       | 2020年5月29日  | Queen Bee                              | メディアバンク                         | メディアバンク               |
| ヒトヅマライフ ワンタイムギャル 前編                                                                      | 2017年9月8日   | ケイ・エム・プロデュース               |                                        |                              |
| ヒトヅマライフ ワンタイムギャル 下巻                                                                      | 2017年12月8日  | ケイ・エム・プロデュース               |                                        |                              |
| 人妻凌辱参観日 第一話 お遊戯する人妻                                                                      | 2005年2月25日  | GPミュージアムソフト                   | GPミュージアムソフト                   | GPミュージアムソフト         |
| 人妻凌辱参観日 第二話 お受験する人妻                                                                      | 2005年5月25日  | GPミュージアムソフト                   | GPミュージアムソフト                   | GPミュージアムソフト         |
| 独蛾（ヒトリガ） 〜THE ANIMATION〜 Counseling.1「診療」                                                   | 2009年6月26日  | ピンクパイナップル                     | ピンクパイナップル                     | ピンクパイナップル           |
| 独蛾（ヒトリガ） 〜THE ANIMATION〜 Counseling.2「覚醒」                                                   | 2009年9月25日  | ピンクパイナップル                     | ピンクパイナップル                     | ピンクパイナップル           |
| 独蛾（ヒトリガ） 〜THE ANIMATION〜 Counseling.3「羞恥」                                                   | 2010年6月25日  | ピンクパイナップル                     | ピンクパイナップル                     | ピンクパイナップル           |
| 独蛾（ヒトリガ） 〜THE ANIMATION〜 Counseling.4「幻想」                                                   | 2010年9月22日  | ピンクパイナップル                     | ピンクパイナップル                     | ピンクパイナップル           |
| ヒナギクヴァージンロストクラブへようこそ♡1                                                                | 2019年3月15日  | Queen Bee                              | メディアバンク                         | メディアバンク               |
| ヒナギクヴァージンロストクラブへようこそ♡2                                                                | 2019年5月24日  | Queen Bee                              | メディアバンク                         | メディアバンク               |
| 雛鳥の囀 〜前編〜                                                                                         | 2000年11月26日 | ディスカバリー                         | ディスカバリー                         | セブンエイト                 |
| 雛鳥の囀 〜後編〜                                                                                         | 2001年2月16日  | ディスカバリー                         | ディスカバリー                         | セブンエイト                 |
| 緋忍伝 呀宇種（ガウス） 朧月の章                                                                          | 2005年12月22日 | ピンクパイナップル                     | ピンクパイナップル                     | ピンクパイナップル           |
| 微熱症候群 保健室へようこそ                                                                               | 1997年2月14日  | ナック映画                             | ヤングコーポレーション、ナック         | カレス・コミュニケーションズ |
| 微熱症候群 ただいま診察中                                                                                 | 1998年1月23日  | ナック映画                             | ヤングコーポレーション、ナック         | カレス・コミュニケーションズ |
| 微熱っ娘 ♭37℃ THE ANIMATION FEVER.1「奴隷と言う名の恋人」                                                 | 2003年11月28日 | ピンクパイナップル                     | ピンクパイナップル                     | ピンクパイナップル           |
| 微熱っ娘 ♭37℃ THE ANIMATION FEVER.2「お熱いのはいかが?」                                                  | 2004年2月27日  | ピンクパイナップル                     | ピンクパイナップル                     | ピンクパイナップル           |
| 微熱姫 懺悔の章                                                                                           | 2001年3月18日  | シネマパラダイス                       | シネマパラダイス                       | ファイブウェイズ             |
| 微熱 約束のとき                                                                                           | 2000年5月25日  | カレス・コミュニケーションズ           | カレス・コミュニケーションズ           | カレス・コミュニケーションズ |
| 向日葵ハ夜ニ咲ク                                                                                          | 2021年1月29日  | あんてきぬすっ                         | あんてきぬすっ                         |                              |
| ひみつのきち1 暁                                                                                          | 2022年2月4日   | Queen Bee                              | メディアバンク                         | メディアバンク               |
| ひみつのきち2 宵                                                                                          | 2022年3月18日  | Queen Bee                              | メディアバンク                         | メディアバンク               |
| 姫騎士アンジェリカ THE ANIMATION 第1夜 復讐されるプリンセス                                               | 2008年1月25日  | 「姫騎士アンジェリカ」アニメ製作委員会 | 「姫騎士アンジェリカ」アニメ製作委員会 | GPミュージアムソフト         |
| 姫騎士アンジェリカ THE ANIMATION 第2夜 復讐のセラフィーナ                                                 | 2008年7月25日  | 「姫騎士アンジェリカ」アニメ製作委員会 | 「姫騎士アンジェリカ」アニメ製作委員会 | GPミュージアムソフト         |
| 姫騎士オリヴィア 調教：01「このケダモノっ。たとえこの身が汚されようと、絶対にあなたのモノにはならないっ」 | 2013年12月6日  | ミルキーズピクチャーズ                 | ミルキーズピクチャーズ                 | ミルキーズピクチャーズ       |
| 姫騎士オリヴィア 調教：02「無礼者っ。おまえのことなど愛していないわ!どんな辱めにも耐えてみせるぞっ!」     | 2014年6月6日   | ミルキーズピクチャーズ                 | ミルキーズピクチャーズ                 | ミルキーズピクチャーズ       |
| 姫騎士リリア VOL.01 姫騎士、囚わる!                                                                       | 2006年5月26日  | PIXY                                   |                                        |                              |
| 姫騎士リリア VOL.02 恥辱の輪姦刑                                                                          | 2006年11月25日 | PIXY                                   |                                        |                              |
| 姫騎士リリア VOL.03 獣鬼の檻                                                                              | 2007年6月29日  | PIXY                                   |                                        |                              |
| 姫騎士リリア VOL.04 キリコの復讐                                                                          | 2008年5月24日  | PIXY                                   |                                        |                              |
| 姫騎士リリア VOL.05 悦獄、キリコとレイラ                                                                  | 2009年11月21日 | PIXY                                   |                                        |                              |
| 姫騎士リリア VOL.06 魔色に染まる最後                                                                      | 2010年7月30日  | PIXY                                   |                                        |                              |
| Hi・Me・Go・To                                                                                            | 2002年6月28日  | ピンクパイナップル                     | ピンクパイナップル                     | ピンクパイナップル           |
| 姫様限定! 意地っ張りお姫様・オリビア 〜強気に恥じらう高貴な足指♥                                          | 2012年5月25日  | PoRO                                   | PoRO                                   | エイ・ワン・シー             |
| 姫様限定! 純真無垢プリ・セリナ 〜純粋なハメしゃぶりあばんちゅ〜る♥                                        | 2012年10月26日 | PoRO                                   | PoRO                                   | エイ・ワン・シー             |
| 姫様LOVEライフ! ツインテ生意気姫様・舞華〜高貴にぐずる姫尻穴♥〜                                           | 2019年5月31日  | PoRO                                   | PoRO                                   | エイ・ワン・シー             |
| 姫様LOVEライフ! ナマイキビキニ姫・舞華〜尻穴姫クルージング♥〜                                             | 2019年8月30日  | PoRO                                   | PoRO                                   | エイ・ワン・シー             |
| 姫様LOVEライフ! 生真面目ブルマ姫・ルリア〜ワイセツおねだり王女♥〜                                         | 2020年1月31日  | PoRO                                   | PoRO                                   | エイ・ワン・シー             |
| 姫様LOVEライフ! 自虐オ姫・ラティ〜好奇に微睡むおねだりボディ♥〜                                           | 2020年6月26日  | PoRO                                   | PoRO                                   | エイ・ワン・シー             |
| 姫奴隷 第一幕 双子の麗姫を襲う魔調教の宴                                                                  | 2008年6月25日  | 「姫奴隷」アニメ製作委員会             | 「姫奴隷」アニメ製作委員会             | GPミュージアムソフト         |
| 姫奴隷 第二幕 魔物の子種を堕とす麗姫の哀                                                                  | 2008年10月25日 | 「姫奴隷」アニメ製作委員会             | 「姫奴隷」アニメ製作委員会             | ミルキーズピクチャーズ       |
| 百鬼 一ノ鬼 鈴木宏美                                                                                      | 2003年3月28日  | ピンクパイナップル                     | ピンクパイナップル                     | ピンクパイナップル           |
| 百鬼 二ノ鬼 井柳祥子                                                                                      | 2003年6月27日  | ピンクパイナップル                     | ピンクパイナップル                     | ピンクパイナップル           |
| 百鬼 三ノ鬼 若葉                                                                                          | 2003年9月26日  | ピンクパイナップル                     | ピンクパイナップル                     | ピンクパイナップル           |
| 百喜夜行 わらし                                                                                           | 2000年10月25日 |                                        | 晋遊舎                                 | 晋遊舎                       |
| PureMail（ピュアメール） 第一話 Twisted mind                                                              | 2001年9月25日  | ピュアメール製作委員会                 | GREEN BUNNY                            |                              |
| PureMail（ピュアメール） 第二話 Reverte to mine                                                           | 2001年12月21日 | ピュアメール製作委員会                 | GREEN BUNNY                            |                              |
| 秘湯めぐり THE ANIMATION Rape.1「若女将、拉致る」                                                         | 2006年3月24日  | ハレンチレストランAmour                | ハレンチレストランAmour                | アムモ                       |
| 秘湯めぐり 隠れ湯 上巻「幼なじみは若女将」                                                                | 2010年12月3日  | メリー・ジェーン                       | メリー・ジェーン                       | メリー・ジェーン             |
| 秘湯めぐり 隠れ湯 下巻「若女将は堕とし頃」                                                                | 2011年2月25日  | メリー・ジェーン                       | メリー・ジェーン                       | メリー・ジェーン             |
| 秘湯めぐり 隠れ湯 舞桜編 1st.舞散る桜                                                                     | 2013年2月2日   | メリー・ジェーン                       | メリー・ジェーン                       | メリー・ジェーン             |
| 秘湯めぐり 隠れ湯 舞桜編 2nd.手折られる可憐な桜                                                           | 2013年5月3日   | メリー・ジェーン                       | メリー・ジェーン                       | メリー・ジェーン             |
| 氷堂伊吹 〜完璧伊吹会長が拘束ドMな理由〜 美少女cool・伊吹会長のドMな憂鬱♥                                 | 2015年7月31日  | PoRO                                   | PoRO                                   | エイ・ワン・シー             |
| 氷堂伊吹 〜完璧伊吹会長が拘束ドMな理由〜 クールドM・伊吹会長の妄迫溜イキ♥                                 | 2016年5月27日  | PoRO                                   | PoRO                                   | エイ・ワン・シー             |
| ビ・ヨンド 第1話 覚醒〜awakening Satan;the Devil.〜                                                       | 1998年2月27日  | ピンクパイナップル                     | ピンクパイナップル                     | ピンクパイナップル           |
| ビ・ヨンド 第2話 伝説〜The legend of Satan;the Devil.〜                                                   | 1998年5月29日  | ピンクパイナップル                     | ピンクパイナップル                     | ピンクパイナップル           |
| 美麗女将 美恵 「小料理屋の慕情 〜喪服妻 第二巻〜」                                                        | 2011年4月29日  | -喪服妻-製作委員会                     | ガールズトーク                         | ルネピクチャーズ             |
| PINKERTON VOL.1                                                                                           | 2016年7月22日  | Queen Bee                              | メディアバンク                         | メディアバンク               |
| PINKERTON VOL.2                                                                                           | 2016年10月14日 | Queen Bee                              | メディアバンク                         | メディアバンク               |
| PINKERTON VOL.3                                                                                           | 2017年2月24日  | Queen Bee                              | メディアバンク                         | メディアバンク               |
| びんかんアスリート「そ、そこダメっ! ……おしお噴いちゃうっ!」 第一話「うわさのエッチなマッサージ♪」         | 2009年12月18日 | こっとんど〜る                         | こっとんど〜る                         | マリゴールド                 |

## ふ
| 作品名 | 年月日         | 製作                                 | 発売元                                   | 販売元                 |
| --- | -------------- | ------------------------------------ | ---------------------------------------- | ---------------------- |
| First Love（ファーストラブ） 香澄                                                                                    | 2012年3月16日  | デジタルワークス                     | デジタルワークス                         | ミルキーズピクチャーズ |
| First Love（ファーストラブ） 千夏                                                                                    | 2012年6月15日  | デジタルワークス                     | デジタルワークス                         | ミルキーズピクチャーズ |
| First Love（ファーストラブ） 真琴                                                                                    | 2012年10月19日 | デジタルワークス                     | デジタルワークス                         | ミルキーズピクチャーズ |
| ファイティング オブ エクスタシー Vol.1「女格闘家散華」                                                               | 2011年2月25日  | ピンクパイナップル                   | ピンクパイナップル                       | ピンクパイナップル     |
| ファイティング オブ エクスタシー Vol.2「女忍者無惨」                                                                 | 2011年4月28日  | ピンクパイナップル                   | ピンクパイナップル                       | ピンクパイナップル     |
| ファイブカード | 2000年9月28日  | ファイブウェイズ                     | ファイブウェイズ                         | ファイブウェイズ       |
| ファイブカード 第2話                                                                                                 | 2000年12月28日 | ファイブウェイズ                     | ファイブウェイズ                         | ファイブウェイズ       |
| ファイブカード 第3話                                                                                                 | 2001年5月28日  | ファイブウェイズ                     | ファイブウェイズ                         | ファイブウェイズ       |
| ファイブカード 第4話                                                                                                 | 2001年8月28日  | ファイブウェイズ                     | ファイブウェイズ                         | ファイブウェイズ       |
| ファミレス戦士プリン Order1                                                                                          | 2004年5月25日  |                                      | 「ファミレス戦士プリン」アニメ製作委員会 | GPミュージアムソフト   |
| ファミレス戦士プリン Order2                                                                                          | 2004年8月25日  |                                      | 「ファミレス戦士プリン」アニメ製作委員会 | GPミュージアムソフト   |
| ファミレス戦士プリン Order3                                                                                          | 2005年2月25日  | FPAP                                 | 「ファミレス戦士プリン」アニメ製作委員会 | GPミュージアムソフト   |
| ファンタスティックアニメーション 直子のトロピックエンジェル 漂流                                                     | 1985年5月10日  | オレンジビデオハウス                 | オレンジビデオハウス                     |                        |
| V.G.NEO Vol.3 | 2005年1月25日  | 「V.G.NEO」アニメ製作委員会          | 「V.G.NEO」アニメ製作委員会              | GPミュージアム         |
| フーリガン 前編 | 2001年11月9日  | デジタルワークス                     | バニラ                                   | ジェイ・ブイ・ディー   |
| フーリガン 後編 | 2002年2月8日   | デジタルワークス                     | バニラ                                   | ジェイ・ブイ・ディー   |
| 風輪奸山「この身幾たび汚されようとも……」 第①巻「毒を以て毒を制す」                                                   | 2013年8月30日  | エンゼルフィッシュ、ルネピクチャーズ | エンゼルフィッシュ、ルネピクチャーズ     |                        |
| フェアリーフォレスト レミちゃん                                                                                      | 2000年4月21日  | Peach・@                             | シャトルジャパン                         |                        |
| ふぇちかの! 「パンしり!」か?「に〜そ!」か?君ならどっち?                                                              | 2014年7月25日  | PashminaA                            | PashminaA                                | デジタルワークス       |
| フェラハメりっぷす Throat.1                                                                                          | 2016年10月14日 | ケイ・エム・プロデュース             |                                          |                        |
| フェラハメりっぷす Throat.2                                                                                          | 2016年12月23日 | ケイ・エム・プロデュース             |                                          |                        |
| フェラピュア 〜御手洗さん家の事情〜 THE ANIMATION 「朝から晩までしゃぶってあげる♥」                                  | 2014年3月28日  | ピンクパイナップル                   | ピンクパイナップル                       | ピンクパイナップル     |
| フォルト!! 第1話「好きにしていいから…」                                                                              | 2009年11月27日 | こっとんど〜る                       | こっとんど〜る                           | マリゴールド           |
| フォルト!! 第2話「三人でいっしょ…」                                                                                  | 2010年5月28日  | こっとんど〜る                       | こっとんど〜る                           | マリゴールド           |
| フォルト!! #3「…大好きです♥」                                                                                        | 2011年5月20日  | こっとんど〜る                       | こっとんど〜る                           |                        |
| フォルト!!S 新たなる恋敵 第一話「先輩と転校生」                                                                      | 2013年2月22日  | こっとんど〜る                       | こっとんど〜る                           |                        |
| 腐界に眠る王女のABADDON                                                                                              | 2020年1月24日  | さくらぷりんアニメーション           |                                          |                        |
| ふくびき!トライアングル 〜美晴アフター〜 上巻「お姉ちゃん寝ちゃいましたね……♥」                                       | 2010年4月30日  | PoRO                                 | PoRO                                     | エイ・ワン・シー       |
| ふくびき!トライアングル 〜美晴アフター〜 下巻「あたしのことだけ見てればいいのっ♥」                                   | 2011年1月28日  | PoRO                                 | PoRO                                     | エイ・ワン・シー       |
| ふくびき!トライアングル 〜双葉はあたふた〜♥〜 「小悪魔イタズラっ娘の壁ドン哀歌♥」                                    | 2015年3月27日  | PoRO                                 | PoRO                                     | エイ・ワン・シー       |
| 不純異性交遊 -大切な君へ-                                                                                            | 2002年11月25日 | ミュージアムピクチャーズ             | ミュージアムピクチャーズ                 | GPミュージアム         |
| 武想少女隊ぶれいど☆ブライダーズ THE ANIMATION                                                                        | 2015年10月30日 | ピンクパイナップル                   | ピンクパイナップル                       | ピンクパイナップル     |
| 双子ノ母性本能 第一章 欲望の二重奏                                                                                   | 2005年5月25日  | GPミュージアムソフト                 | GPミュージアムソフト                     | GPミュージアムソフト   |
| 双子ノ母性本能 第二章 悦楽の協奏曲                                                                                   | 2005年9月25日  | GPミュージアムソフト                 | GPミュージアムソフト                     | GPミュージアムソフト   |
| 豚の如き山賊に捕らわれて処女を奪われる巨乳姫騎士&女戦士 〜絶対チ●ポなんかに負けたりしない!!〜 THE ANIMATION          | 2015年1月30日  | ピンクパイナップル                   | ピンクパイナップル                       | ピンクパイナップル     |
| 豚姫様 | 2011年8月26日  | ピンクパイナップル                   | ピンクパイナップル                       | ピンクパイナップル     |
| ふた部! 前編 | 2014年2月21日  | WHITE BEAR                           | メディアバンク                           | メディアバンク         |
| ふた部! 後編 | 2014年5月2日   | WHITE BEAR                           | メディアバンク                           | メディアバンク         |
| ふた部!! 万裸温泉合宿編                                                                                              | 2015年2月20日  | WHITE BEAR                           | メディアバンク                           | メディアバンク         |
| ふた部!! 日米ふたなり決戦                                                                                            | 2015年5月1日   | WHITE BEAR                           | メディアバンク                           | メディアバンク         |
| ふた部!MIX 〜ふたなりワールド〜                                                                                      | 2015年6月26日  | Queen Bee                            | Queen Bee                                | メディアバンク         |
| ふたりの兄嫁 第一章                                                                                                  | 2006年6月25日  | Milky                                | Milky                                    | GPミュージアムソフト   |
| ふたりの兄嫁 第二章 完結編                                                                                           | 2007年2月25日  | Milky                                | Milky                                    | GPミュージアムソフト   |
| Private Emotion（プライベートエモーション） 第一章 女教師‧沙也香と…                                                  | 2003年3月25日  | ミュージアムピクチャーズ             | ミュージアムピクチャーズ                 | GPミュージアム         |
| Private Emotion（プライベートエモーション） 第二章 夢の終わりに…                                                     | 2003年7月25日  | ミュージアムピクチャーズ             | ミュージアムピクチャーズ                 | GPミュージアム         |
| BLIND NIGHT 〜覚醒〜                                                                                                 | 2002年11月22日 | JHV                                  | JHV                                      |                        |
| BLIND NIGHT 〜性獣〜                                                                                                 | 2003年7月25日  | JHV                                  | JHV                                      |                        |
| BLIND NIGHT 〜終焉〜                                                                                                 | 2004年7月23日  | JHV                                  | JHV                                      |                        |
| Fragile Hearts Series 「こわれもの」1                                                                                | 2000年5月20日  | ソフト・オン・デマンド               | ソフト・オン・デマンド                   |                        |
| Fragile Hearts Series 「こわれもの」2                                                                                | 2000年6月20日  | ソフト・オン・デマンド               | ソフト・オン・デマンド                   |                        |
| Fragile Hearts Series 「こわれもの」3                                                                                | 2000年11月20日 | ソフト・オン・デマンド               | ソフト・オン・デマンド                   |                        |
| BLACK GATE（ブラックゲート） 姦淫学園 gate1 禁断の門                                                                 | 2004年7月25日  | GPミュージアムソフト                 |                                          |                        |
| BLACK GATE（ブラックゲート） 姦淫学園 gate2 陰の使徒                                                                 | 2004年12月25日 | GPミュージアムソフト                 |                                          |                        |
| BLACKBOARD JUNGLE 外道学園 魔王エセデスの復活                                                                        | 1994年10月21日 | フェニックスエンタテインメント       | フェニックスエンタテインメント           | 日本コロムビア         |
| BLACKBOARD JUNGLE 外道学園2 魔王アクィフェルの嘆き                                                                   | 1995年2月1日   | フェニックスエンタテインメント       | フェニックスエンタテインメント           | 日本コロムビア         |
| BLACKBOARD JUNGLE 外道学園3 神々の大いなる欲望                                                                       | 1995年8月19日  | フェニックスエンタテインメント       | フェニックスエンタテインメント           | 日本コロムビア         |
| BLACKBOARD JUNGLE 外道学園4 果てしなき戦いへの序曲                                                                   | 1995年12月10日 | フェニックスエンタテインメント       | フェニックスエンタテインメント           | 日本コロムビア         |
| BLACKBOARD JUNGLE 外道学園Z Vol.1 悪魔狩りの夜                                                                       | 1996年6月28日  | フェニックスエンタテインメント       | フェニックスエンタテインメント           | JHV                    |
| フラッシュバックゲーム                                                                                               | 2001年10月18日 | ファイブヴェイズ                     | ファイブヴェイズ                         | ファイブヴェイズ       |
| フラッシュバックゲーム2                                                                                              | 2002年1月18日  | ファイブヴェイズ                     | ファイブヴェイズ                         | ファイブヴェイズ       |
| フラッシュバックゲーム3                                                                                              | 2002年4月18日  | ファイブヴェイズ                     | ファイブヴェイズ                         | ファイブヴェイズ       |
| Bloods 〜淫落の血族2〜 ミニ・美咲〜意地っ張りなニーソ〜                                                              | 2011年7月29日  | PoRO                                 | PoRO                                     | エイ・ワン・シー       |
| Bloods 〜淫落の血族2〜 天然クール・香夜 〜妖艶に拗ねて甘える黒髪ロング♥〜                                            | 2011年11月25日 | PoRO                                 | PoRO                                     | エイ・ワン・シー       |
| flutter of birds 〜鳥達の羽ばたき〜 第1章 夏の星座                                                                   | 2002年5月24日  | ピンクパイナップル                   | ピンクパイナップル                       | ピンクパイナップル     |
| flutter of birds 〜鳥達の羽ばたき〜 第2章 線香花火                                                                   | 2002年8月23日  | ピンクパイナップル                   | ピンクパイナップル                       | ピンクパイナップル     |
| flutter of birdsII 〜天使たちの翼〜 前編「追憶の章」                                                                 | 2003年5月23日  | ピンクパイナップル                   | ピンクパイナップル                       | ピンクパイナップル     |
| flutter of birdsII 〜天使たちの翼〜 後編「運命の章」                                                                 | 2003年8月22日  | ピンクパイナップル                   | ピンクパイナップル                       | ピンクパイナップル     |
| ブラッドロイヤル Princess.1 咲夜                                                                                     | 2002年8月30日  | ディスカバリー                       | ディスカバリー                           | セブンエイト           |
| ブラッドロイヤル Princess.2 ミルテ                                                                                   | 2002年11月29日 | ディスカバリー                       | ディスカバリー                           | セブンエイト           |
| Brandish 第1話 カワユイ男の子ゲーットぉ♥                                                                             | 2012年6月22日  | メリー・ジェーン                     | メリー・ジェーン                         | メリー・ジェーン       |
| Brandish 第2話 勇者退治しちゃいます♥                                                                                 | 2012年8月24日  | メリー・ジェーン                     | メリー・ジェーン                         | メリー・ジェーン       |
| プリーズ♡ミー! 〜千鳥悠真 ピーが! ピーを? ピーされちゃった!? 編〜                                                    | 2012年4月27日  | Collaboration Works                  | Collaboration Works                      | エイ・ワン・シー       |
| プリーズ♡ミー! 〜九条さくら ピーを…ピーに…ピーして下さい♡ 編〜                                                       | 2012年8月31日  | Collaboration Works                  | Collaboration Works                      | エイ・ワン・シー       |
| PRETTY×CATION -THE ANIMATION- #1 初恋、それぞれの距離                                                                | 2016年3月25日  | ピンクパイナップル                   | ピンクパイナップル                       | ピンクパイナップル     |
| PRETTY×CATION -THE ANIMATION- #2 姉妹の初恋                                                                          | 2016年7月29日  | ピンクパイナップル                   | ピンクパイナップル                       | ピンクパイナップル     |
| PRETTY×CATION2 -THE ANIMATION- #1 二人の休日                                                                         | 2016年11月25日 | ピンクパイナップル                   | ピンクパイナップル                       | ピンクパイナップル     |
| PRETTY×CATION2 -THE ANIMATION- #2 このさきも、ずっと                                                                 | 2017年1月27日  | ピンクパイナップル                   | ピンクパイナップル                       | ピンクパイナップル     |
| フリフレ free friends THE ANIMATION 〜制服堕天使の課外授業〜                                                         | 2014年9月26日  | ピンクパイナップル                   | ピンクパイナップル                       | ピンクパイナップル     |
| フリフレ2 妹・菫〜背徳の再会♥                                                                                        | 2018年2月23日  | PoRO                                 | PoRO                                     | エイ・ワン・シー       |
| フリフレ2 ブル妹・菫〜溺れるツナガリ♥〜                                                                              | 2018年4月27日  | PoRO                                 | PoRO                                     | エイ・ワン・シー       |
| フリフレ2 恋妹・菫〜背徳に溺れるギセイ♥                                                                              | 2018年6月29日  | PoRO                                 | PoRO                                     | エイ・ワン・シー       |
| フリフレ2 濁妹・菫〜ハメ注ぐ血路の滴り♥〜                                                                            | 2018年9月28日  | PoRO                                 | PoRO                                     | エイ・ワン・シー       |
| プリマドンナ舞 | 2001年12月21日 | オブテイン・フューチャー             | オブテイン・フューチャー                 |                        |
| 不良にハメられて受精する巨乳お母さん 〜イキ地獄に堕ちた家族のゲーム〜 THE ANIMATION Insert.1「崩壊する母子のキズナ」 | 2013年5月31日  | ピンクパイナップル                   | ピンクパイナップル                       | ピンクパイナップル     |
| 不良にハメられて受精する巨乳お母さん 〜イキ地獄に堕ちた家族のゲーム〜 THE ANIMATION Insert.2「じゃあね…バイバイ♪」   | 2013年8月30日  | ピンクパイナップル                   | ピンクパイナップル                       | ピンクパイナップル     |
| プリンセスナイト カチュア Vol.01 零落の竜騎姫                                                                        | 2010年6月11日  | わるきゅ〜れ＋＋                     | オーディン                               | オーディン             |
| プリンセスナイト カチュア Vol.02 淫堕の女王（みだれおちたクイーン）                                                  | 2011年1月21日  | わるきゅ〜れ＋＋                     | オーディン                               | オーディン             |
| プリンセスナイト カチュア Vol.03 狂宴の一族（アヘりくるうブラッド）                                                  | 2011年11月18日 | わるきゅ〜れ＋＋                     | オーディン                               | オーディン             |
| Princess Holiday 〜転がるりんご亭千夜一夜〜 第一話                                                                   | 2004年3月25日  | れもんは〜と                         | れもんは〜と                             | れもんは〜と           |
| Princess Holiday 〜転がるりんご亭千夜一夜〜 第二話                                                                   | 2004年5月25日  | れもんは〜と                         | れもんは〜と                             | れもんは〜と           |
| プリンセスメモリー 前編                                                                                              | 2001年6月25日  | れもんは〜と                         | れもんは〜と                             | れもんは〜と           |
| プリンセスメモリー 後編                                                                                              | 2001年9月25日  | れもんは〜と                         | れもんは〜と                             | れもんは〜と           |
| プリンセスラバー! 上巻「キミといっしょの朝」                                                                         | 2010年9月17日  | L.                                   | L.                                       | ライブラリー・ガーデン |
| プリンセスラバー! 下巻「ひとりにシたくない夜」                                                                       | 2010年10月22日 | L.                                   | L.                                       | ライブラリー・ガーデン |
| プリンセスロード 薔薇と髑髏の紋章 ［セクシャルグレードアップ改訂版］                                                 | 2000年2月18日  | オールプロダクツ                     | オールプロダクツ                         | ファイブウェイズ       |
| BRANDED AZEL ニプルへイムの狩人 第1話 淫紋は妖しく輝く                                                               | 2020年1月25日  | BOMB!CUTE!BOMB!                      |                                          |                        |
| BRANDED AZEL ニプルへイムの狩人 第2話 絶頂、絶頂、絶頂!                                                              | 2020年1月31日  | BOMB!CUTE!BOMB!                      |                                          |                        |
| フルーツバージョン お姉ちゃんとわたし                                                                                | 1985年12月8日  | 正和                                 | SHOWA                                    |                        |
| フルーツバージョン PART2 お兄ちゃんとわたし                                                                          | 1986年         | 正和                                 | SHOWA                                    |                        |
| フルエルクチビル fuzzy lips 1                                                                                        | 2014年4月25日  | PashminaA                            | PashminaA                                | デジタルワークス       |
| フルエルクチビル fuzzy lips 0                                                                                        | 2014年6月27日  | PashminaA                            | PashminaA                                | デジタルワークス       |
| ブルセラ忍者只今参上 くノ一学園忍法帖 外伝 必殺技編 新條玲子之巻                                                     | 1999年9月10日  | Peach・@                             | シャトルジャパン                         |                        |
| ブルセラ忍者只今参上 くノ一学園忍法帖 外伝 必殺技編 八剣忍之巻                                                       | 1999年9月10日  | Peach・@                             | シャトルジャパン                         |                        |
| ブルセラ忍者只今参上 くノ一学園忍法帖 外伝 必殺技編 影麗奈之巻                                                       | 2000年3月24日  | Peach・@                             | シャトルジャパン                         |                        |
| ブルセラ忍者只今参上 くノ一学園忍法帖 外伝 必殺技編 真柴綾之巻                                                       | 2000年3月24日  | Peach・@                             | シャトルジャパン                         |                        |
| ブルセラ忍者只今参上 くノ一学園忍法帖 完結編 魔界殺法之巻 前編                                                       | 2000年5月22日  | Peach・@                             | シャトルジャパン                         |                        |
| ブルセラ忍者只今参上 くノ一学園忍法帖 完結編 魔界殺法之巻 後編                                                       | 2000年5月22日  | Peach・@                             | シャトルジャパン                         |                        |
| Floating Material 上巻「いけないのに……わたし♥」                                                                      | 2011年2月25日  | PoRO                                 | PoRO                                     | エイ・ワン・シー       |
| Floating Material 下巻「こういうの……スキ♥」                                                                          | 2011年3月25日  | PoRO                                 | PoRO                                     | エイ・ワン・シー       |
| フロントイノセント VOL.1                                                                                             | 2005年3月10日  | ムーンロック                         | ムーンロック                             | h.m.p                  |

## へ
| 作品名                                                    | 年月日         | 製作               | 発売元             | 販売元               |
| --------------------------------------------------------- | -------------- | ------------------ | ------------------ | -------------------- |
| 閉鎖病院 前編                                             | 2003年12月12日 | デジタルワークス   | バニラ             | ジェイ・ブイ・ディー |
| 閉鎖病院 後編                                             | 2004年3月12日  | デジタルワークス   | バニラ             | ジェイ・ブイ・ディー |
| 閉鎖病棟 前編                                             | 2001年7月13日  | デジタルワークス   | バニラ             | ジェイ・ブイ・ディー |
| 閉鎖病棟 後編                                             | 2001年10月5日  | デジタルワークス   | バニラ             | ジェイ・ブイ・ディー |
| 平成女学園 課外レッスン そんな恥しい事するんですか〜      | 1999年10月15日 | Peach・@           | シャトルジャパン   |                      |
| 平成ハレンチ学園                                          | 1996年2月2日   | ピンクパイナップル | ピンクパイナップル | ピンクパイナップル   |
| ペットライフ テンゴロ編                                   | 2011年12月16日 | メリー・ジェーン   | メリー・ジェーン   | メリー・ジェーン     |
| 別にアンタの為に大きくなったんじゃないんだからねっ!!      | 2011年4月15日  | ちちのや           |                    |                      |
| ヘルタースケルター 白濁の村 上巻                          | 2009年1月31日  | 鈴木みら乃         | 鈴木みら乃         | エイ・ワン・シー     |
| ヘルタースケルター 白濁の村 下巻                          | 2009年3月27日  | 鈴木みら乃         | 鈴木みら乃         | エイ・ワン・シー     |
| ヘルタースケルター 白濁の村 笑う傀儡編                    | 2014年9月30日  | 鈴木みら乃         | 鈴木みら乃         | エイ・ワン・シー     |
| ヘルタースケルター 白濁の村 傀儡は踊る編                  | 2014年11月28日 | 鈴木みら乃         | 鈴木みら乃         | エイ・ワン・シー     |
| ぺろぺろ☆てぃーちゃー ドキドキッ♥〜ブルマ編〜             | 2014年6月13日  | COSMOS             |                    |                      |
| ぺろぺろ☆てぃーちゃー スィート♥〜スク水メイドエプロン編〜 | 2014年6月13日  | COSMOS             |                    |                      |
| ぺろぺろ☆てぃーちゃー スマイル♥〜スク水編〜               | 2014年6月13日  | COSMOS             |                    |                      |
| 変貌 モラルハザード                                       | 2001年3月16日  | メディアセブン     |                    |                      |

## ほ
| 作品名                                                                                  | 年月日         | 製作                   | 発売元                 | 販売元                 |
| --------------------------------------------------------------------------------------- | -------------- | ---------------------- | ---------------------- | ---------------------- |
| boin レクチャー1                                                                        | 2005年8月25日  | Milky                  |                        | GPミュージアムソフト   |
| boin レクチャー2                                                                        | 2006年1月25日  | Milky                  |                        | GPミュージアムソフト   |
| 放課後 〜濡れた制服〜 課外授業1                                                         | 2005年1月25日  | GPミュージアムソフト   |                        | GPミュージアムソフト   |
| 放課後 〜濡れた制服〜 課外授業2                                                         | 2005年4月25日  | GPミュージアムソフト   |                        | GPミュージアムソフト   |
| 放課後 〜濡れた制服〜 課外授業3                                                         | 2005年9月25日  | Milky                  | Milky                  | GPミュージアムソフト   |
| 放課後2 THE ANIMATION 上巻「羞じらう百合姫はムレて甘く」                                | 2007年8月31日  | ひまじん               | ひまじん               | マリゴールド           |
| 放課後2 〜紗由理〜                                                                      | 2008年7月25日  | 2匹目のどぜう          | エイ・ワン・シー       | タキ・コーポレーション |
| 放課後Initiation vol.1                                                                  | 2016年6月17日  | Queen Bee              | メディアバンク         | メディアバンク         |
| 放課後Initiation vol.2                                                                  | 2016年9月2日   | Queen Bee              | メディアバンク         | メディアバンク         |
| 放課後にゃんにゃん                                                                      | 2011年12月16日 | Queen Bee              | Queen Bee              | メディアバンク         |
| 放課後の優等生 ①                                                                        | 2018年5月25日  | Queen Bee              | メディアバンク         | メディアバンク         |
| 放課後の優等生 ②                                                                        | 2018年7月20日  | Queen Bee              | メディアバンク         | メディアバンク         |
| 放課後の優等生 ③                                                                        | 2018年12月28日 | Queen Bee              | メディアバンク         | メディアバンク         |
| 放課後マニア倶楽部 -濃いの欲しいの- THE ANIMATION collection.1「雛子と倫子とMのLesson」 | 2003年6月13日  | ピンクパイナップル     | ピンクパイナップル     | ピンクパイナップル     |
| 放課後マニア倶楽部 -濃いの欲しいの- THE ANIMATION collection.2「マニア道に出口なし!」   | 2003年12月19日 | ピンクパイナップル     | ピンクパイナップル     | ピンクパイナップル     |
| 放課後恋愛クラブ -恋のエチュード- 第1話「恋にドーキはいらないし…」                      | 1998年4月24日  | ピンクパイナップル     | ピンクパイナップル     | ピンクパイナップル     |
| 放課後恋愛クラブ -恋のエチュード- 第2話「…コンキョがないのが恋だから」                  | 1998年8月21日  | ピンクパイナップル     | ピンクパイナップル     | ピンクパイナップル     |
| 冒険してもいい頃 初挑戦!AV業界!!                                                        | 1989年11月12日 | ナック映画             | ナック                 | JHV                    |
| ボーイ・ミーツ・ハーレム The Animation 南国♥ハーレム                                    | 2014年10月31日 | ピンクパイナップル     | ピンクパイナップル     | ピンクパイナップル     |
| 僕だけのヘンタイカノジョ THE ANIMATION                                                  | 2017年8月4日   | BOOTLEG                | BOOTLEG                | ミルキーズピクチャーズ |
| 僕だけのヘンタイカノジョ もっと♥ THE ANIMATION                                          | 2017年9月1日   | BOOTLEG                | BOOTLEG                | ミルキーズピクチャーズ |
| ボクと彼女（ナース）の研修日誌 The Animation                                            | 2018年11月30日 | ピンクパイナップル     | ピンクパイナップル     | ピンクパイナップル     |
| ボクと彼女（女医）の診察日誌 The Animation                                              | 2019年12月20日 | ピンクパイナップル     | ピンクパイナップル     | ピンクパイナップル     |
| 僕と先生と友達のママ 前編                                                               | 2019年8月30日  | Queen Bee              | メディアバンク         | メディアバンク         |
| 僕と先生と友達のママ 後編                                                               | 2019年10月25日 | Queen Bee              | メディアバンク         | メディアバンク         |
| ボクとみさき先生                                                                        | 2017年4月28日  | 虎の穴                 | 虎の穴                 | 虎の穴                 |
| 僕にセフレが出来た理由 #1 ～おとなりの人妻編～その1                                     | 2022年10月7日  | ばにぃうぉ〜か〜       | ばにぃうぉ〜か〜       |                        |
| 僕にセフレが出来た理由 #2 ～おとなりの人妻編～その2                                     | 2022年10月7日  | ばにぃうぉ〜か〜       | ばにぃうぉ〜か〜       |                        |
| ぼくのぴこ シリーズぴこ1                                                                | 2006年9月7日   | ナチュラルハイ         |                        |                        |
| ボクの弥生さん                                                                          | 2015年2月27日  | ZIZ                    |                        |                        |
| ボクの弥生さん(2)                                                                       | 2016年7月29日  | ZIZ                    |                        |                        |
| 僕は小さな淫魔のしもべ 第1話 家畜生活の始まり                                           | 2022年8月5日   | メリー・ジェーン       | メリー・ジェーン       | メリー・ジェーン       |
| 僕らのセックス 1                                                                        | 2016年11月25日 | Queen Bee              | メディアバンク         | メディアバンク         |
| 僕らのセックス 2                                                                        | 2017年1月27日  | Queen Bee              | メディアバンク         | メディアバンク         |
| 保健室で逢いましょう                                                                    | 1999年8月27日  | ディディ               | メディアバンク         | メディアバンク         |
| 螢子 第一夜「凌（いやしめ）」                                                           | 2003年2月21日  | 「螢子」製作委員会     | グリーンバニー         |                        |
| 螢子 第二夜「辱（はずかしめ）」                                                         | 2003年5月22日  | 「螢子」製作委員会     | グリーンバニー         |                        |
| 螢子 第三夜「淫（おとしめ）」                                                           | 2003年9月25日  | 「螢子」製作委員会     | グリーンバニー         |                        |
| ボディジャック 楽しい幽体離脱［完全版］                                                 | 1988年3月25日  | バンダイ               | AE企画                 | AE企画                 |
| 炎の孕ませ転校生 第一話「俺様の子種を受け入れろ!!」                                     | 2006年10月27日 | ひまじん               | ひまじん               | マリゴールド           |
| 炎の孕ませ転校生 第二話「子宮に届けよ!! 野望の種!!」                                    | 2007年3月30日  | ひまじん               | ひまじん               | マリゴールド           |
| 炎の孕ませ転校生 第三話「孕ませ×21＝F組女子コンプリート」                               | 2007年7月27日  | ひまじん               | ひまじん               | マリゴールド           |
| 炎の孕ませ同級生 第1話 野望のはじまり                                                   | 2008年12月25日 | ミルキーズピクチャーズ | ミルキーズピクチャーズ | ミルキーズピクチャーズ |
| 炎の孕ませ同級生 第2話 野望はどこまでも                                                 | 2009年6月25日  | ミルキーズピクチャーズ | ミルキーズピクチャーズ | ミルキーズピクチャーズ |
| 炎の孕ませ乳ドルマイ★スター学園Z THE ANIMATION                                          | 2015年4月24日  | ピンクパイナップル     | ピンクパイナップル     | ピンクパイナップル     |
| 炎の孕ませもっと!発育っ! 身体測定2 THE ANIMATION                                        | 2015年11月27日 | ピンクパイナップル     | ピンクパイナップル     | ピンクパイナップル     |
| 炎の孕ませおっぱい★エロアプリ学園 THE ANIMATION                                         | 2017年8月25日  | ピンクパイナップル     | ピンクパイナップル     | ピンクパイナップル     |
| 炎の孕ませおっぱい★エロアプリ学園 THE ANIMATION 2                                       | 2018年3月30日  | ピンクパイナップル     | ピンクパイナップル     | ピンクパイナップル     |
| White Blue 〜白衣の後悔♥〜                                                              | 2020年11月27日 | PoRO                   | PoRO                   | エイ・ワン・シー       |
| White Blue 〜白衣の往生際♥〜                                                            | 2021年1月29日  | PoRO                   | PoRO                   | エイ・ワン・シー       |
| White Blue 〜都合のいい白衣♥〜                                                          | 2021年6月25日  | PoRO                   | PoRO                   | エイ・ワン・シー       |
| White Blue 〜具合のいい白衣♥〜                                                          | 2021年8月27日  | PoRO                   | PoRO                   | エイ・ワン・シー       |
| ボンデージ・ゲーム 〜深窓の隷嬢達〜 game.1 YUU 〜憂 肛虐のメス奴隷〜                    | 2003年4月25日  | ピンクパイナップル     | ピンクパイナップル     | ピンクパイナップル     |
| ボンデージ・ゲーム 〜深窓の隷嬢達〜 game.2 YAYOI 〜恥乳の奴隷淑女〜                     | 2003年8月22日  | ピンクパイナップル     | ピンクパイナップル     | ピンクパイナップル     |
| 本当にあった人妻不倫告白 本村陶子の場合                                                 | 2013年8月2日   | ミルキーズピクチャーズ | ミルキーズピクチャーズ | ミルキーズピクチャーズ |
| 本当にあった 女子○生 いけない秘密のアルバイト 明日香                                    | 2014年5月2日   | ミルキーズピクチャーズ | ミルキーズピクチャーズ | ミルキーズピクチャーズ |
| ←な行                                                                                   | ↑目次          | ま行→                  | ま行→                  | ま行→                  |